# Coppa Agostoni 2023
La Coppa Agostoni 2023, settantaseiesima edizione della corsa, valida come prova dell'UCI Europe Tour 2023 categoria 1.1, si svolse il 28 settembre su un percorso di 195,7 km, con partenza e arrivo a Lissone, in Italia. La vittoria fu appannaggio dell'italiano Davide Formolo, il quale completò la gara in 4h44'23", alla media di 41,289 km/h, precedendo lo svizzero Marc Hirschi e il francese Victor Lafay.

## Squadre partecipanti
| N.    | Cod. | Squadra               |
| ----- | ---- | --------------------- |
| 1-7   | UAD  | UAE Team Emirates     |
| 11-17 | AST  | Astana Qazaqstan Team |
| 21-27 | ADC  | Alpecin-Deceuninck    |
| 31-37 | ACT  | AG2R Citroën Team     |
| 41-47 | ARK  | Team Arkéa-Samsic     |
| 51-57 | COF  | Cofidis               |
| 61-67 | JAY  | Team Jayco AlUla      |
| 71-76 | MOV  | Movistar Team         |
| 81-87 | DSM  | Team DSM-Firmenich    |
| 91-97 | TEN  | TotalEnergies         |

| N.      | Cod. | Squadra                           |
| ------- | ---- | --------------------------------- |
| 101-107 | BWB  | Bingoal WB                        |
| 111-117 | Q36  | Q36.5 Pro Cycling Team            |
| 121-127 | GBF  | Green Project-BardianiCSF-Faizanè |
| 131-137 | EOK  | Eolo-Kometa Cycling Team          |
| 141-147 | COR  | Corratec Selle Italia             |
| 151-157 | BIE  | Biesse-Carrera                    |
| 161-167 | GSS  | GW Shimano-Sidermec               |
| 171-177 | SIS  | Sias Rime                         |
| 181-187 | MGK  | MG.K Vis Colors for Peace         |
| 191-197 | AZT  | D'Amico UM Tools                  |

## Ordine d'arrivo (Top 10)
| Pos. | Corridore           | Squadra  | Tempo    |
| ---- | ------------------- | -------- | -------- |
| 1    | Davide Formolo      | UAE      | 4h44'23" |
| 2    | Marc Hirschi        | UAE      | a 32"    |
| 3    | Victor Lafay        | Cofidis  | a 51"    |
| 4    | Warren Barguil      | Arkèa    | s.t.     |
| 5    | Chris Harper        | Jayco    | s.t.     |
| 6    | Diego Ulissi        | UAE      | a 1'31"  |
| 7    | Iván García Cortina | Movistar | a 3'28"  |
| 8    | Vincenzo Albanese   | Eolo     | s.t.     |
| 9    | Sjoerd Bax          | UAE      | s.t.     |
| 10   | Alessandro Verre    | Arkéa    | s.t.     |